# Bogádmindszent, Baranya
Bogádmindszent este un sat în districtul Sellye, județul Baranya, Ungaria, având o populație de 433 de locuitori (2011). 

## Demografie
Componența etnică a satului Bogádmindszent
     Maghiari (70,37%)
     Romi (28,92%)
     Croați (0,71%)
Componența confesională a satului Bogádmindszent
     Romano-catolici (63,05%)
     Fără religie (10,62%)
     Reformați (9,01%)
     Greco-catolici (2,31%)
     Necunoscută (15,01%)
Conform recensământului din 2011, satul Bogádmindszent avea 433 de locuitori. Din punct de vedere etnic, majoritatea locuitorilor (70,37%) erau maghiari, cu o minoritate de romi (28,92%).  Din punct de vedere confesional, majoritatea locuitorilor (63,05%) erau romano-catolici, existând și minorități de persoane fără religie (10,62%), reformați (9,01%) și greco-catolici (2,31%). Pentru 15,01% din locuitori nu este cunoscută apartenența confesională.